# CSIT World Sports Games
 (août 2019).
Les Jeux mondiaux des sports de la CSIT, CSIT World Sports Games, sont un événement sportif pour les athlètes sportifs, organisé tous les deux ans par la Confédération Sportive Internationale Travailliste et Amateur (CSIT), une association internationale membre de SportAccord.

## Éditions
Les Jeux mondiaux des sports sont le point fort principal et une nouvelle marque de la CSIT. C'est un événement sportif ouvert à des milliers d'ouvriers et d'amateurs. Disputé tous les deux ans, cet événement a débuté en 2008. Les Jeux mondiaux des sports de la CSIT sont les successeurs des principaux événements sportifs des Olympiades internationales des travailleurs.
| no d'édition | Année | Lieu    | Pays     |
| ------------ | ----- | ------- | -------- |
| 1            | 2008  | Rimini  | Italie   |
| 2            | 2010  | Tallinn | Estonie  |
| 3            | 2013  | Varna   | Bulgarie |
| 4            | 2015  | Lignano | Italie   |
| 5            | 2017  | Rīga    | Lettonie |
| 6            | 2019  | Tortosa | Espagne  |

## Édition 2017

### Tableau des médailles de l'édition 2017
| Rang | Nation      | Or  | Argent | Bronze | Total |
| ---- | ----------- | --- | ------ | ------ | ----- |
|      | Autriche    | 158 | 127    | 86     |       |
|      | Pays-Bas    | 76  | 72     | 62     |       |
|      | Israël      | 36  | 44     | 38     |       |
|      | Brésil      | 27  | 42     | 31     |       |
|      | France      | 20  | 35     | 34     |       |
|      | Finlande    | 24  | 25     | 38     |       |
|      | Lettonie    | 13  | 26     | 27     |       |
|      | Russie      | 44  | 9      | 4      |       |
|      | Iran        | 26  | 9      | 10     |       |
|      | Mexique     | 19  | 11     | 13     |       |
|      | Italie      | 17  | 12     | 9      |       |
|      | Belgique    | 17  | 3      | 2      |       |
|      | Irlande     | 10  | 3      | 5      |       |
|      | Belgique    | 2   | 7      | 10     |       |
|      | Suisse      | 2   | 2      | 3      |       |
|      | Bulgarie    | 2   | 3      | 0      |       |
|      | Slovénie    | 2   | 0      | 0      |       |
|      | Tunisie     | 2   | 0      | 0      |       |
|      | France      | 1   | 4      | 1      |       |
|      | Portugal    | 1   | 0      | 4      |       |
|      | Estonie     | 1   | 0      | 0      |       |
|      | Estonie     | 0   | 4      | 3      |       |
|      | Espagne     | 0   | 3      | 2      |       |
|      | Royaume-Uni | 0   | 2      | 1      |       |
|      | Danemark    | 0   | 1      | 2      |       |
|      | Chypre      | 0   | 1      | 1      |       |
|      | Algérie     | 0   | 1      | 0      |       |
|      | Belgique    | 0   | 1      | 0      |       |
|      | France      | 0   | 0      | 1      |       |
|      | Royaume-Uni | 0   | 0      | 1      |       |

Certains pays sont représentés par plusieurs organisations.

### Sports pratiqués
Quinze sports et huit sports de démonstration sont au programme de cette édition
Les sports individuels sont :
- Athlétisme
- Natation
- Lutte
- Lutte de plage
- Judo
- Tennis de table
- Tennis et tennis de plage
- Échecs
- Pétanque

Les sports collectifs :
- Football
- Foot à 5
- Basket-ball
- Beach-volley
- Volleyball
- Cachibol

Les sports de démonstration sont :
- O-Sport[Quoi ?]
- Bowling
- Roue allemande
- YOU.FO[Quoi ?]
- Street Workout
- Speed badminton
- Fléchettes
- Streetball (3 contre 3)
- Autres : Roundnet, Kubb, Body Art, Zumba, Capoeira, Bras de fer, Table hockey games (en), Kendo, Lacrosse, Croquet, Tir à l'arc, Novuss, Course d'orientation, Drag reiss[Quoi ?], Karaté, Sambo.